# Krupki
Krupki (in bielorusso Крупкі?) è un comune della Bielorussia, situato nella regione di Minsk.